# Florence Marryat
Florence Marryat (Brighton, 9 luglio 1833 – Londra, 27 ottobre 1899) è stata una scrittrice e attrice teatrale inglese.

## Biografia
Figlia del capitano Frederick Marryat, scrittore, e di Catherine Shairp, sposati nel 1819 (ebbero altri 10 figli), i suoi genitori si separarono quando era molto giovane. Passò l'infanzia alternandosi tra le residenze di entrambi e studiò privatamente
Divenne nota per i propri romanzi scandalistici, scrivendone oltre 70. Anche due sue sorelle, Augusta (1829-1899) ed Emilia (1835-1875) scrivevano, la prima letteratura per ragazzi e la seconda romanzi d'avventura. Tra le opere più note, Love's Conflict (1865), Her Father's Name (1876), There is No Death (1891), The Spirit World (1894), The Dead Man's Message (1894) e The Blood of the Vampire (1897).
Oltre ai libri, scrisse articoli sui periodici e sketch teatrali. Si interessò di spiritismo, frequentando alcuni medianisti.
Nel 1854 sposò Thomas Ross Church, ufficiale della British Army in India, dove visse 7 anni prima di tornare in Inghilterra nel 1860 con tre figli, nati in India, ma senza marito, che pare tornasse in visita raramente. In tutto ebbe comunque otto figli.
Cominciò a scrivere per distrarsi durante le preoccupazioni legate alla scarlattina dei figli, e pubblicò il primo romanzo nel 1865, Love's Conflict, seguito nello stesso anno da Too Good for Him e Woman Against Woman. A questi seguirono The Confessions of Gerald Escourt (1867), Nelly Brooke (1868), Veronique (1868) e The Girls of Feversham (1869), facendosi notare, come si disse allora, per "storie luride di seduzione, omicidio, follia, sesso extraconiugale, incesto, e gesta del demi-monde".
Continuò a scrivere romanzi per 35 anni. Nel 1872, scrisse una biografia del padre, Life and Letters of Captain Marryat. Dal 1872 al 1876, fu redattore del mensile "London Society". Dal 1876 al 1890, fece l'attrice, dapprima scrivendo sketch comici per intrattenimenti musicali al pianoforte, insieme a George Grossmith (1847-1912), attore, compositore e cantante, quindi recitando ella stessa in drammi e commedie e nella D'Oyly Carte Opera Company dove reggeva il palco in spettacoli anche da sola, leggendo e intrattenendo il pubblico come conferenziera.
Ricevuta fama internazionale, visse con il colonnello Francis Lean della Royal Marine Light Infantry, tanto che il marito la citò per adulterio, chiedendo il divorzio nel 1878. Marryat e Church divorziarono e lei sposò Lean nel 1879, ma un anno dopo divorziò anche da lui.
Nel 1886, scrisse le memorie di viaggio negli Stati Uniti, intitolate Tom Tiddler's Ground. Quindi divenne attiva nella Society of Authors, fondata nel 1884 e allevò cani bulldogs e terriers.
Negli anni 1890 diresse una scuola di giornalismo e arti letterarie. Negli ultimi 14 anni della sua vita ebbe una relazione con Herbert McPherson, giovane attore che ereditò e curò le sue proprietà. Tra gli ultimi libri, There Is No Death (1891), The Spirit World (1894) e A Soul on Fire (1898).
Morì nel 1899 di diabete e polmonite e fu sepolta nel Kensal Green Cemetery di Londra.

## Opere

### Romanzi
- Love's Conflict (1865)
- Too Good for Him (1865)
- Woman Against Woman (1865)
- For Ever and Ever (1866)
- The Confessions of Gerald Estcourt (1867)
- Nelly Brooke: A Homely Story (1868)
- The Girls of Feversham (1869)
- Veronique (1869)
- Petronel (1870)
- Her Lord and Master (1871)
- The Prey of the Gods (1871)
- Mad Dumaresq (1873)
- No Intentions (1874)
- Fighting the Air (1875)
- Open! Sesame! (1875)
- Her Father's Name (1876)
- My Own Child (1876)
- A Harvest of Wild Oats (1877)
- A Little Stepson (1878)
- Her World Against a Lie (1878)
- Written in Fire (1878)
- A Broken Blossom (1879)
- The Root of All Evil (1879)
- Out of His Reckoning (1879)
- The Fair-Haired Alda (1880)
- My Sister the Actress (1881)
- With Cupid's Eye (1881)
- Facing the Footlights (1882)
- How They Loved Him (1882)
- Phyllida (1882)
- Peeress and Player (1883)
- The Heart of Jane Warner (1884)
- Under the Lillies and Roses (1884)
- The Heir Presumptive (1885)
- The Master Passion (1886)
- The Spiders of Society (1886, in altra edizione come Miss Harrington's Husband)
- A Daughter of the Tropics (1887)
- Driven to Bay (1887)
- A Crown of Shame (1888)
- Gentleman and Courtier (1888)
- Mount Eden (1889)
- On Circumstantial Evidence (1889)
- A Scarlet Sin (1890)
- Blindfold (1890)
- Brave Heart and True (1890)
- A Fatal Silence (1891)
- The Risen Dead (1891)
- The Lost Diamonds (con Charles Ogilvie, 1891)
- How Like a Woman (1892)
- The Nobler Sex (1892)
- Parson Jones (1893)
- A Bankrupt Heart (1894)
- The Beautiful Soul (1894)
- The Hampstead Mystery (1894)
- The Dead Man's Message: An Occult Romance (1894)
- At Heart a Rake (1895)
- The Dream that Stayed (1896)
- The Strange Transfiguration of Hannah Stubbs (1896)
- A Passing Madness (1897)
- In the Name of Liberty (1897)
- The Blood of the Vampire (1897), trad. Stirpe di vampiri, Milano: Fratelli Treves, 1916; Il sangue del vampiro, Roma: Castelvecchi, 2010 (con introduzione di Barbara Baraldi) ISBN 9788876154140
- A Soul on Fire (1898, anche come The Dead Man's Message)
- An Angel of Pity (1898)
- Why Did She Love Him? (1898)
- A Rational Marriage (1899)
- Iris the Avenger (1899)
- The Folly of Alison (1899)

### Raccolte di racconti
- Captain Norton's Diary and Other Stories (1870)
- A Lucky Disappointment and Other Stories (1876)
- A Star and a Heart (1876)
- Hidden Chains (1876)
- The Poison of Asps (1876)
- A Moment of Madness and Other Stories (1883)
- The Ghost of Charlotte Cray and Other Stories (1883)
- Old Contrairy and Other Stories (1884)
- The Luckiest Girl in Yorkshire and Other Stories (1907)

### Letteratura per ragazzi
- Sybil's Friend and How She Found Him (1873)
- The Little Marine and the Japanese Lily (1891)

### Opere in collaborazione
- Twenty Novelettes (1889)
- The Fate of Fenella (con 23 altri scrittori, 1892)
- Seven Xmas Eves, being the Romance of a Social Revolution (1894)
- The Summer Holiday (1898)

### Opere teatrali
- Miss Chester (1871)

### Memorie
- Gup: Sketches of Anglo-Indian Life (1868)
- Life and Letters of Captain Marryat (1872)
- Tom Tiddler's Ground (1886)

### Saggi di spiritualismo
- There is No Death (1891), trad. La morte non esiste, Milano: Armenia, 1978
- The Clairvoyance of Bessie Williams (1893)
- The Spirit World (1894)